# Tekelloides australis
Tekelloides australis är en spindelart som beskrevs av Forster 1988. Tekelloides australis ingår i släktet Tekelloides och familjen Cyatholipidae. Inga underarter finns listade i Catalogue of Life.